# Terrorisme en Grèce
Le terrorisme en Grèce est principalement issu de groupes révolutionnaires d'extrême gauche.

## Groupes armés

### Organisation révolutionnaire du 17-Novembre
Le gouvernement grec a arrêté de nombreux membres de l'organisation durant l'été 2002. En 2003, 15 membres ont été reconnus coupables de plusieurs meurtres et condamnés pour plus de 2 500 crimes. En décembre 2005, un comité de trois juges a commencé un procès d'appel.
Entre 1975 et 2000 l'Organisation révolutionnaire du 17-Novembre a tué 23 personnes.

### Lutte révolutionnaire
« Lutte révolutionnaire » est une organisation politique armée d'extrême gauche grec connu pour ses attaques contre les bâtiments du gouvernement grec. Il est largement décrit comme une organisation terroriste tant par le gouvernement grec que par les médias.

### Noyaux révolutionnaires
« Noyaux révolutionnaire » est un groupe d'extrême gauche anti-américain, anti-OTAN et anti-Union européenne. RN a lutté contre la "domination impérialiste, l'exploitation et l'oppression" de la Grèce depuis 1995.
Noyaux révolutionnaires a commis un attentat contre les bureaux de Citigroup à Athènes et à l'atelier d'un sculpteur gréco-américain en novembre 2000.

### Conspiration des cellules de feu
Autoproclamée "organisation révolutionnaire anarchiste internationale", formée autour des émeutes de 2008 en Grèce. En septembre 2009, trois jeunes gens sont inculpés pour divers attentats en Grèce, ils sont soupçonnés d'appartenir aux Conspiration des cellules de feu, ce groupe compterait un réservoir de plus de 300 membres.
Cette organisation est responsable d'une trentaine d'attaques contre des distributeurs de banques, des concessionnaires automobiles, quatre églises orthodoxes, et attentats sur des appartements de personnalités et contre les chefs d'État Français, Allemands, Italiens et Mexicains; et contre les bureaux de l'Agence France Presse à Athènes.
Le 1er novembre 2010, la police arrête deux membres de la "Conspiration" soupçonnés d'avoir envoyé des colis piégés à diverses ambassades d'Athènes
Neuf de leurs membres se sont vus imposer de lourdes peines d'emprisonnement en juillet 2011, allant jusqu'à 37 ans pour deux frères impliqués dans l'organisation, quoiqu'aucun crime grave n'aurait été commis de leur part.

### Secte des révolutionnaires
La création de la « Secte des révolutionnaires » (Σέχτα Επαναστατών) fait suite aux émeutes de décembre 2008 à la suite de la mort d'un adolescent tué par la police.
Cette organisation a par ailleurs revendiqué le 17 juin 2009 l'assassinat d'un policier alors qu'il gardait le domicile d'un témoin dans une affaire de terrorisme.
En février 2009, le groupe menace journalistes et policiers après avoir mitraillé les locaux d'Alter, une station de télévision privée et lancé un engin qui n'a pas explosé.
Ils ont par ailleurs revendiqué l'assassinat du journaliste d'investigation Sokratis Giolias, abattu le 19 juillet 2010 à 5h30 devant son domicile. Les armes (des 9 mm) sont les mêmes que celles utilisées contre le policier chargé de protection de témoins, Nektarios Savvas, assassiné en juin 2010. Sokratis Giolias a été abattu de 16 balles lors d'un attentat parfaitement organisé qui rappelle le style du groupe 17 novembre.